# Maya Selva
Maya Selva Cigars es una empresa de Honduras fabricante de puros y productora de tabaco. La empresa fue fundada en 1995, por Maya Selva una hondureña con raíces francesas.
Maya es una de las miembros fundadoras de la Asociación Hondureña de Tabacaleros junto con los Plasencia, los Eiroa, General Cigar y Consolidated Cigar. Fue una de las organizadoras del primer festival de puros en Honduras, en 2011, llamado Humo Jaguar.

## Inicios
Maya Selva nació en Tegucigalpa, Honduras, de madre francesa y padre hondureño. Creció en Tegucigalpa y a sus 16 años se mudó a Francia para estudiar. Después de haberse graduado de la escuela secundaria comenzó a estudiar para ser ingeniera completando luego su educación en los Estados Unidos. En 1991 regresa a Honduras donde se interesa por desarrollar su carrera en torno al tabaco.
Maya manifestó interés en el conocimiento y la tradición de los cigarros en Honduras, donde el enrollado de puros es considerado Patrimonio Cultural Intangible por el Congreso Nacional de Honduras. En 1993, Maya conoce a Nestor Plasencia, un productor de tabaco y fabricante de puros. Maya comienza a aprender del negocio con Néstor como su mentor, en su fábrica Tabacos de Oriente en Danlí, Honduras. Maya pasa más de un año aprendiendo el proceso de fabricación de puros de alta calidad.

## La marca Maya Selva
En 1995, Maya creó Flor de Selva, su primera marca, hecha con tabaco procedente de las tierras altas del valle de Jamastrán, en El Paraíso, Honduras. Flor de Selva incluyó cinco variedades de puros que salieron a la venta en Francia en ese mismo año: Panetela, Robusto, Corona, Churchill y Doble-Corona. En 1997, el Flor de Selva Robusto, fue considerado un “clásico” por la revista especializada ''L’Amateur de Cigare magazine''. Actualmente, las colecciones de Flor de Selva son Clásico, Maduro y Colección Aniversario N° 20.
En 1999, Maya Selva debutó con una nueva marca llamada Cumpay, hecha con tabaco de las tierras volcánicas del Valle de Jalapa en Nicaragua.  Cumpay se comercializa bajo el lema "Puro Nicaragua".
En 2002, se asocia con Armando Andrés Díaz— quien la ayudó a desarrollar Flor de Selva y Cumpay con Plasencia—para abrir su propia fábrica en Danlí, para producir su tercera línea de puros: Villa Zamorano. Villa Zamorano fue creada para ofrecer a los aficionados un puro hecho a mano con el más fino tabaco a un precio accesible. 
Las oficinas de Maya Selva Cigares se encuentran en París y manejan la distribución del producto en Europa, las plantaciones de tabaco y las fábricas se encuentran en Honduras y Nicaragua y existe un centro de distribución para Estados Unidos en Hollywood, Florida. 
Las marcas de Maya Selva Cigars fueron presentadas en Hong Kong y Japón en 2017.
Maya Selva y sus marcas están plenamente establecidas en el mercado europeo. La revista especializada Cigar Journal nombró a Maya Selva la mujer fabricante de puros más prominente de Europa, en su edición de otoño en 2015.

## Reconocimientos a Puros Maya Selva
| Año  | Marca          | Puro              | Calificación / Premio        | Referencia          |
| 2010 | Flor de Selva  | Tempo             | Best of the Best             | Cigar Jounal (DE)   |
| 2011 | Flor de Selva  | Tempo             | Best Buy                     | Cigar Journal (DE)  |
| 2012 | Flor de Selva  | Tempo             | 95                           | Cigar Journal (DE)  |
| 2012 | Flor de Selva  | Robusto Maduro    | 95                           | Cigar Journal (DE)  |
| 2013 | Flor de Selva  | Robusto Maduro    | Best Buy                     | Cigar Journal (DE)  |
| 2014 | Flor de Selva  | N°15              | 91                           | Cigar Journal (DE)  |
| 2014 | Flor de Selva  | N°15              | Best Buy                     | Cigar Journal (DE)  |
| 2014 | Villa Zamorano | Gordo             | 92                           | Cigar Journal (DE)  |
| 2014 | Cumpay         | Volcán            | 90                           | Cigar Journal (DE)  |
| 2015 | Flor de Selva  | Doble - Corona    | Best Buy                     | Cigar Journal (DE)  |
| 2015 | Flor de Selva  | Doble Corona      | 91                           | Cigar Journal (DE)  |
| 2015 | Flor de Selva  | N°20              | 91                           | Cigar Journal (DE)  |
| 2015 | Flor de Selva  | N°15 Maduro       | 90                           | Cigar Journal (DE)  |
| 2016 | Flor de Selva  | Lancero           | Cigare de L´Année            | L´Amateur de Cigare |
| 2016 | Flor de Selva  | Grand Pressé      | Best Buy                     | Cigar Journal (DE)  |
| 2016 | Flor de Selva  | Grand Pressé      | 91                           | Cigar Journal (DE)  |
| 2016 | Flor de Selva  | Toro Maduro       | 91                           | Cigar Journal (DE)  |
| 2016 | Villa Zamorano | Expreso           | 92                           | Cigar Journal (DE)  |
| 2016 | Villa Zamorano | Expreso           | Top 10 Best Cigars           | Cigar Journal (DE)  |
| 2016 | Cumpay         | Short             | 91                           | Cigar Journal (DE)  |
| 2017 | Cumpay         | No. 15            | 90                           | Cigar Journal (DE)  |
| 2017 | Flor de Selva  | Doble - Corona    | Cigare de L´Année            | L´Amateur de Cigare |
| 2017 | Flor de Selva  | Egoísta N° 20     | Top 25 Cigars                | Cigar Journal (DE)  |
| 2017 | Flor de Selva  | Egoísta           | 91                           | Cigar Journal (DE)  |
| 2017 | Flor de Selva  | Petit Corona N°20 | 90                           | Cigar Journal (DE)  |
| 2018 | Flor de Selva  |                   | Best Brand Honduras Category | L´Amateur de Cigare |
| 2018 | Villa Zamorano | Churchill         | 90                           | Cigar Journal (DE)  |
| 2019 | Flor de Selva  | Churchill         | 91                           | Cigar Journal (DE)  |
| 2019 | Flor de Selva  | Colección Maduro  | Cigar of the Year            | Tobacco Business    |
| 2019 | Flor de Selva  | N.º 15 Maduro     | Rank 12 - Top 20             | Tobacco Business    |